# スター登場
『スター登場』（スターとうじょう）は、1965年10月4日から1967年3月30日まで日本テレビ系列局で放送されていた日本テレビ製作のトーク番組である。全64回。

## 概要
毎回当時のトップスターたちをスタジオに招き、彼らがいかにして栄光の座を手に入れたのかを司会の高橋圭三がインタビュー・分析していた番組。他にも歌あり対面ありと、さまざまな趣向が凝らされていた。

## 放送時間
いずれも日本標準時。
- 月曜 21:00 - 21:30 （1965年10月4日 - 1966年3月28日） - この当時は日立製作所の一社提供で放送。
- 木曜 21:00 - 21:30 （1966年4月28日 - 1967年3月30日） - 1966年9月まではサントリーの、同年10月以降は森永製菓の一社提供で放送。

## ゲストとサブタイトル
サブタイトルは「○○（その回のゲストの名前）ですこんばんは」で統一されていた。▲マークのある回は、同日のプロ野球ナイター中継の雨傘番組として編成された回。
1. “まこと”ですこんばんは
2. ピーナッツですこんばんは
3. 三田明ですこんばんは
4. 鶴田浩二ですこんばんは
5. 植木等ですこんばんは
6. 村田英雄ですこんばんは
7. 田宮二郎ですこんばんは
8. こまどり姉妹ですこんばんは
9. 吉永小百合ですこんばんは
10. 園まりですこんばんは
11. 小林旭ですこんばんは
12. 朝丘雪路ですこんばんは
13. 和田弘とマヒナスターズですこんばんは
14. ハナ肇ですこんばんは
15. 三波春夫ですこんばんは
16. 江利チエミですこんばんは
17. 美空ひばりですこんばんは
18. 中尾ミエですこんばんは
19. 橋幸夫ですこんばんは
20. アイ・ジョージですこんばんは
21. 春日八郎ですこんばんは
22. 石原裕次郎ですこんばんは
23. かしまし娘ですこんばんは
24. 勝新太郎ですこんばんは
25. 梓みちよですこんばんは
26. 舟木一夫ですこんばんは
27. 犬塚弘ですこんばんは
28. 北島三郎ですこんばんは
29. 雪村いづみですこんばんは
30. （不明）▲
31. 畠山みどりですこんばんは▲
32. バーブ佐竹ですこんばんは
33. （不明）▲
34. 谷啓ですこんばんは
35. 水前寺清子ですこんばんは
36. 城卓矢ですこんばんは
37. 日野てる子ですこんばんは
38. 牧伸二ですこんばんは
39. 都はるみですこんばんは
40. 加山雄三ですこんばんは（前編）
41. 加山雄三ですこんばんは（後編）
42. 桜井センリですこんばんは
43. ザ・ドリフターズですこんばんは
44. 晴乃チック・タックですこんばんは
45. 伊東ゆかりですこんばんは
46. 林家三平ですこんばんは
47. 西郷輝彦ですこんばんは
48. フランク永井ですこんばんは
49. Wけんじですこんばんは
50. 越路吹雪ですこんばんは
51. 高島忠夫ですこんばんは
52. 三橋美智也ですこんばんは
53. 東京ぼん太ですこんばんは
54. 蝶々・雄二ですこんばんは
55. 王貞治ですこんばんは
56. ジャニーズですこんばんは
57. 大村崑ですこんばんは
58. 島倉千代子ですこんばんは
59. 三遊亭歌奴ですこんばんは
60. 渡哲也ですこんばんは
61. 立川談志ですこんばんは
62. 守屋浩ですこんばんは
63. ブルー・コメッツですこんばんは
64. （総集編）